# کیمیاگر (رمان)
کیمیاگر (به پرتغالی: O Alquimista) (به انگلیسی: The Alchemist) رمانی اثر پائولو کوئلیو، نویسنده برزیلی است. این رمان بسیار پرفروش دههٔ پایانی قرن بیستم جهان در سال ۱۹۸۸ میلادی منتشر شد. این کتاب در بیش از ۱۵۰ کشور دنیا منتشر و به ۸۳ زبان ترجمه شده‌ و تاکنون بیش از ۶۵ میلیون خرید داشته‌است.

## خلاصهٔ داستان
این رمان دربارهٔ چوپانی اسپانیایی به نام سانتیاگو است که در رؤیای خود، محل گنجی مدفون را در حوالی اهرام مصر مشاهده می‌کند و به قصد تحقق بخشیدن به این رؤیای صادقه که آن را افسانهٔ شخصی خود می‌خواند، وطنش، آندلس را رها می‌کند و رهسپار صحرای آفریقا می‌شود.

## تأثیرگیری از مثنوی معنوی و منابع دیگر

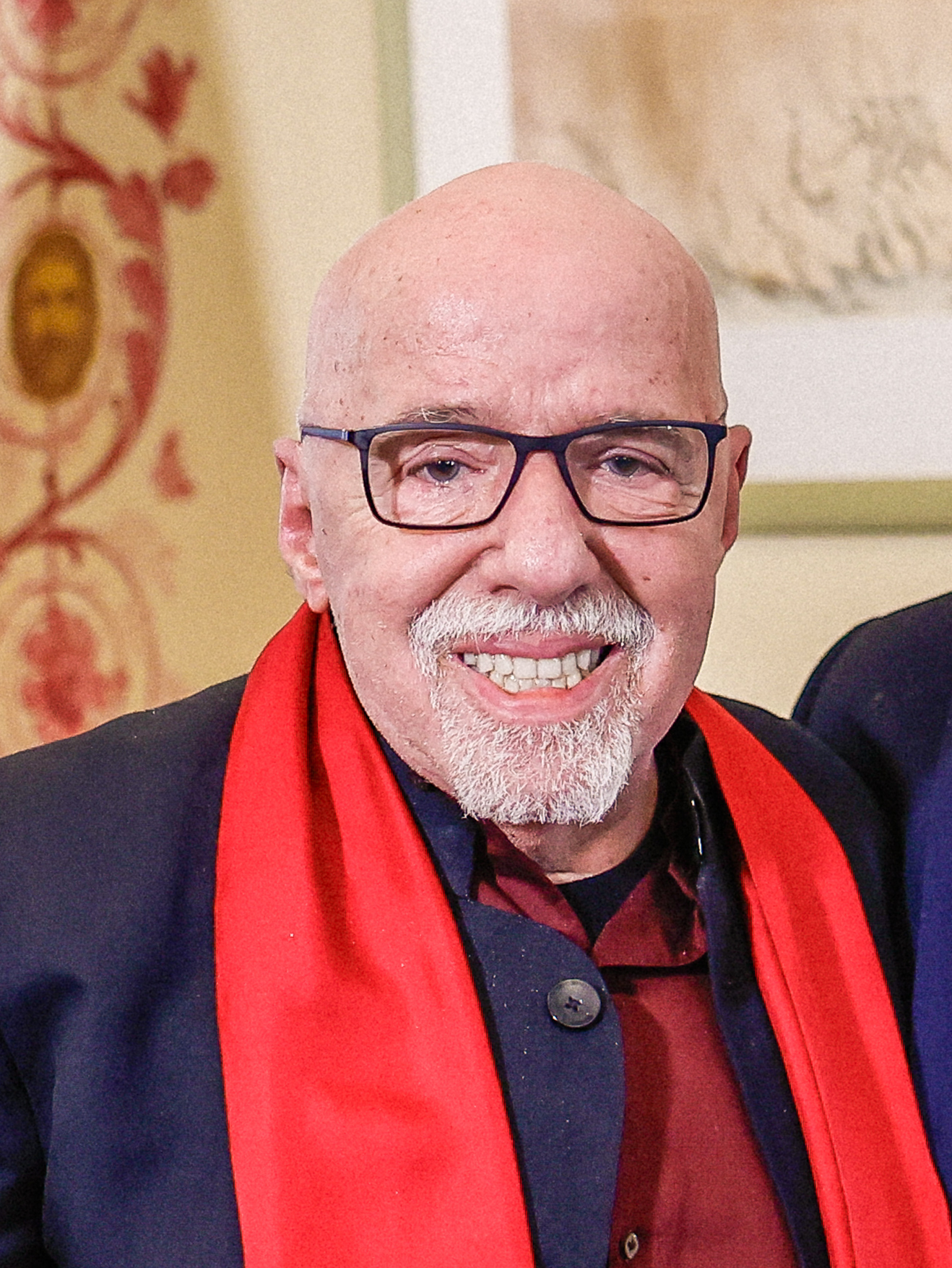
پائولو کوئلیو

در نقدها و بررسی‌ها، این احتمال مطرح شده که رمان کیمیاگر پائولو کوئلیو تحت تأثیر یا با اقتباس از داستانی در دفتر ششم مثنوی معنوی، اثر مولوی نوشته شده باشد. هرچند پائولو کوئلیو خود تأثیرگیری اش را از مثنوی نفی نمی‌کند، اما ادعا می‌کند این رمان را با الهام از داستانی در هزار و یک شب ترجمهٔ خورخه لوئیس بورخس با نام قصه دو رویابین نوشته‌است که شاید خود الهام‌بخش مولوی بوده‌است. لازم است ذکر شود که پائولو کوئلیو در جوانی در هیئت یک هیپی در سفری که به ایران داشته، در محضر عارفی بنام ضیاءالدین مولوی که آرامگاه وی در گورستان ظهیرالدوله در دربند تجریش قرار دارد، با اندیشه‌ها و افکار مولانا و به احتمال زیاد با این داستان مولوی آشنایی یافت. در سال ۱۳۷۰ کاظم بلوچی با اقتباس از این داستان مولوی فیلم-نمایش تلویزیونی با نام حکایت آن مرد که خواب دید را ساخت که در همان سال‌ها به نمایش درآمد
منتقدی به نام نیراو بات ادعا می‌کند که این داستان از یک افسانه انگلیسی به نام دستفروش سوافهام گرفته شده باشد که لئو پروتز نیز در داستان شبی در زیر پل سنگی و خورخه لوئیس بورخس در قصه دو رؤیابین از آن الهام گرفته‌اند.
در مواردی کیمیاگر با شازده کوچولو اثر سنت اگزوپری مقایسه شده که در آن، شازده کوچولو سیارهٔ کوچکش را به دنبال کشف چیزهای بزرگ‌تر رها می‌کند و در پایان پی می‌برد که گنج واقعی در سیارهٔ خودش است.
شباهت‌های زیادی هم بین کیمیاگر و رمان سیذارتا اثر هرمان هسه وجود دارد. گاهی هم این رمان با داستان پسر گمشده انجیل مقایسه می‌شود.

## توضیح
1. ویچخ آیخلبرگر، در کتاب رازگشایی کیمیاگر، ادعا می‌کند که «در دنیای ادبیات، کیمیاگر پدیده نادری است. کتاب‌های کمی فرهنگساز می‌شوند و این کتاب مطمئناً به این مقام رسیده‌است. فروش ده‌ها میلیون نسخه از این کتاب و ترجمه آن به پنجاه و هفت زبان زنده دنیا، تأیید این ادعاست. در بسیاری از کشورها این کتاب به خط بریل هم منتشر شده‌است.»
2. این کتاب نیز مانند سایر کتب پائولو کوئلیو مشمول ممنوعیت انتشار در ایران شده‌است.[۷] ازاینرو به گفته آرش حجازی مترجم و ناشر رسمی کتب کوئلیو در ایران، کلیه کتب ترجمه شده این نویسنده به صورت الکترونیک و رایگان در اختیار علاقه‌مندان آثارش قرار گرفته‌است. به گفته وی: «این اقدام در پاسخ ممنوع شدن آثار این نویسنده در ایران انجام شده‌است. دانلود کنید، بخوانید و برای دوستانتان هم بفرستید.»[۸]
3. از دیگر مترجمان این کتاب می‌توان از زینب غلامزاده نام برد که ترجمهٔ وی محبوبیت کمتری نسبت به ترجمهٔ آرش حجازی دارد.

به تازگی کتاب برنده تنهاست از این نویسنده در ایران چاپ شده‌است و دیگر ممنوع نیست. در سال ۱۳۹۹ انتشارات سپهر اندیشه نیز کیمیاگر را با ترجمه الهام رحمانی به چاپ رسانده.
از سال ۱۳۹۶ بیشتر کتاب‌فروشی‌ها و ناشران این ممنوعیت را نادیده گرفته و کتب پائولو کوئلیو را شامل کیمیاگر و به خصوص اثر جدیدش به اسم جاسوس منتشر و به فروش می‌رسانند.
- کتاب صوتی کیمیاگر

کتاب صوتی کیمیاگر را محسن نامجو خوانده‌است و نوین کتاب گویا آن را منتشر کرده‌است.